# Carena de la Pineda
La Carena de la Pineda és una serra situada al municipi de Terrassa a la comarca del Vallès Occidental, amb una elevació màxima de 621 metres.